# Carpenter (Wyoming)
Carpenter – jednostka osadnicza w Stanach Zjednoczonych, w stanie Wyoming, w hrabstwie Laramie.